# Kath.net
kath.net ist ein in Österreich privat betriebenes und finanziertes, außerkirchliches Online-Magazin, das täglich Nachrichten aus der römisch-katholischen Kirche sowie eine Presseschau mit kirchlich relevanten Themen präsentiert. Nach eigenen Angaben besteht die Aufgabe in der „Verbreitung von Nachrichten aus der katholischen Welt“. Es wurde im Jahr 1999 gegründet.
Laut dem ehemaligen Wiener Erzbischof Christoph Schönborn arbeitet das Portal nicht im Auftrag der Österreichischen Bischofskonferenz und wird nicht aus Kirchenmitteln finanziert.

## Organisation und Personal
Träger ist der im Jahr 2000 gegründete Verein kath.net mit Sitz in Gallneukirchen bei Linz, ein „non-profit-Unternehmen“, das sich durch Spenden und Sponsoren finanziert. Zu den Mitgründern gehören Roland Noé (geb. Biermeier), der seit 2001 in Vollzeit im Bereich Organisation und Redaktion bei kath.net beschäftigt ist, und seine Schwester Petra Knapp-Biermeier. Eine weitere redaktionelle Mitarbeiterin ist Roland Noés Ehefrau Linda Noé. Außerdem gehören zur Redaktion unter anderem der Katechet Stefan Maria Bolli, der in der Schweizer Ortschaft Flums die Funktion eines Jugendarbeiters ausübt, aber auch eine „Glaubensschule“ anbietet, des Weiteren Christoph Zeller-Zellenberg, Petra Lorleberg und Johannes Graf. Als Vatikankorrespondent ist der Autor und Vatikanjournalist Armin Schwibach für die Plattform tätig.
Die Redaktionsadresse ist auch der Standort des Johanneszentrums, einer Einrichtung, die unter der gemeinsamen Trägerschaft von kath.net und der Vereinigung Amici di Dio betrieben wird.
Neben der eigenen Website ist kath.net auch auf Parler und Telegram präsent. Zur Begründung nennt kath.net, dass Parler eine „bessere und zensursichere Twitter-Alternative“ sei und „die Zensurwelle“ auf Twitter immer stärker werde. Bei „Facebook, Twitter usw.“ würde „die Zensor [sic!] offen oder subtil“ zuschlagen, „konservative Stimmen oder Tweets“ würden „gesperrt oder auch gelöscht“.

## Überblick
Kath.net bringt Berichte aus Deutschland, Österreich, der Schweiz, aus der römisch-katholischen Kirche in anderen Teilen der Welt, sowie Interviews mit Kardinälen, Bischöfen und Persönlichkeiten aus dieser Kirche. Es werden auch vatikanische Dokumente und katholische Bücher vorgestellt.
Der Hauptsitz des Online-Magazins ist in Gallneukirchen (Österreich), weitere Mitarbeiter der Redaktion arbeiten von Wien, Graz und München aus sowie in der Schweiz und in Rom.
Das früher unter der Domain kathnews.com betriebene Webforum existiert mit Stand von Februar 2018 nicht mehr.

### Kathpedia
kath.net betrieb zudem die Online-Enzyklopädie Kathpedia („Projekt zum Aufbau einer freien katholischen Enzyklopädie“), die dem katholischen Glauben verpflichtet gewesen sei. Kathpedia arbeitete nach dem Wiki-Prinzip und lud „primär katholische Christen“ zu kollaborativem Schreiben ein; seit 2020 arbeitete jedoch nur noch ein einziger Benutzer („Redakteur“) regelmäßig und häufig und ein Administrator gelegentlich mit. Benutzern, die Beiträge verfassten, die mit den Positionen der Betreiber nicht übereinstimmten, wurde ohne Vorwarnung und Diskussion das Schreibrecht entzogen; eine Appellationsinstanz dagegen gab es nicht.  
Damals verstand sich Kathpedia als „Dokumentationsprojekt zur Darstellung des katholischen Glaubens“. Es bestand zunehmend aus Ganzschriften aus der Zeit vor dem Zweiten Vatikanischen Konzil, die per Texterkennungs-Software übernommen wurden und nicht auf Richtigkeit überprüft und somit unzuverlässig waren. Enzyklopädische Artikel bestanden häufig aus aneinandergereihten wörtlichen Textübernahmen aus älteren kirchlichen und theologischen Texten. Eine Anzahl von Artikeln waren nahezu wörtliche Übernahmen von ganzen Artikeln oder größeren Abschnitten der deutschen Version von Wikipedia ohne  Hinweis auf diese Quelle, so dass es sich um Plagiate handelte.
Seit Dezember 2024 ist kathpedia nicht mehr erreichbar.

## Unterstützer und Finanzierung
Kath.net ist kein offizielles Kirchenorgan, sondern eine private Initiative mit religiöser Zielsetzung. Nachdem die österreichische Bischofskonferenz die finanzielle Unterstützung des Projektes vor einigen Jahren eingestellt hat, finanziert es sich unter anderem aus Spenden und dem Gewinn aus dem Verkauf von Leserreisen und Inseraten sowie bis 2022 durch Subventionen von Kirche in Not, das auch Projekte zum Medienapostolat im Portfolio hat. Im April 2022 teilte kath.net mit, dass Kirche in Not die Unterstützung eingestellt hat.

## Inhaltliche Orientierung
Die Internetzeitung kath.net vertritt nach eigenen Angaben einen konservativen theologischen und gesellschaftspolitischen Standpunkt, der sich an den Vorgaben des Lehramtes der römisch-katholischen Kirche orientieren soll. Die Website inszeniert sich als „die Stimme der Diaspora-Katholiken im deutschen Sprachraum“. Die Redaktion von kath.net strebt nach eigener Aussage folgende Ziele an: Aktualität, eine dem Lehramt der Kirche verpflichtete inhaltliche Ausrichtung und die Verbreitung von Information über kirchliche Vorgänge. Bestimmte Lehrpositionen der Kirche werden mitunter in offensiver Weise vertreten. Zu den Autoren, die zur theologischen Prägung der Website beitrugen, gehörten unter anderem der Salzburger Weihbischof Andreas Laun sowie die Theologen Josef Spindelböck und Reto Nay, der sich zwischenzeitlich im Streit mit Noé von kath.net getrennt hat. Auch der Fuldaer Bischof Heinz Josef Algermissen, der dem Engelwerk angehörende Weihbischof im Erzbistum Astana, Athanasius Schneider ORC, und der Eichstätter Bischof Gregor Maria Hanke haben Beiträge für kath.net verfasst.
Dauerthemen bei kath.net sind die Kritik am System der Kirchensteuer und am Synodalen Weg, der in der deutschen katholischen Kirche 2019 begonnen wurde. Berichte über kirchliche Persönlichkeiten werden gewöhnlich durch ein Pressephoto illustriert; im Falle des Vorsitzenden der Deutschen Bischofskonferenz, Bischof Georg Bätzing, und seines Vorgängers, Kardinal Reinhard Marx, wird als Illustration jedoch seit Anfang 2021 jeweils eine karikierende Zeichnung verwendet, die die dargestellten Bischöfe in verzerrter Form als Kopfporträt in Frontalansicht darstellt. Insbesondere die Präsidentin des Zentralkomitees der deutschen Katholiken und Präsidiumsmitglied des Synodalen Weges, Irme Stetter-Karp, wurde von dem früheren kath.net-Autor Franz Norbert Otterbeck des Öfteren durch alberne Verballhornung ihres Namens („Stotter-Karg“) spöttisch verhöhnt.
In Bezug auf das Motu proprio Traditionis custodes von Papst Franziskus erwähnte kath.net eine Aussage Robert Sarahs, die er 2019 in einem Interview getan hatte, nach der „das Verbieten oder Verdächtigen der außerordentlichen Form [der Messe] nur von einem Dämon inspiriert sein“ könne, der „unseren spirituellen Tod“ wünsche.
2008 und 2019 warb der österreichische Psychiater und Psychotherapeut Christian Spaemann auf kath.net für die wissenschaftlich mittlerweile abgelehnte Konversionstherapie für Homosexuelle.
Im August 2021 verbreitete kath-net Verschwörungsmythen des ehemaligen Kurienbischofs Carlo Maria Viganò, die dieser in der in Kanada erscheinenden politisch weit rechts stehenden News-Plattform LifeSiteNews veröffentlicht hatte und darin behauptete, ein „tiefer Staat“ und eine „tiefe Kirche“ seien auf parallelen Wegen unterwegs zu einer „Neuen Weltordnung“. In der römisch-katholischen Kirche habe dieser Prozess begonnen, als mit dem Zweiten Vatikanischen Konzil freimaurerische Ideen in die Kirche gekommen seien, auf deren Grundlage die Kirche fundamental umgebaut werde. Viganò wirft in dem Text Papst Franziskus vor, dass er die Kirche zu einer progressiven „Welteinheitsreligion“ verändern wolle, zuletzt durch sein Motu proprio Traditionis custodes.
2018 verglich der Salzburger Weihbischof Andreas Laun in einem Gastbeitrag die Segnung für homosexuelle Paare mit einer Segnung für Konzentrationslager, Bordelle oder die Mafia; davon distanzierten sich der Wiener Kardinal Christoph Schönborn und der Salzburger Erzbischof Franz Lackner.
Am 13. Juni 2023 bezeichnete der Jurist Franz Norbert Otterbeck in einer Glosse in kath.net den 2016 gestorbenen ehemaligen deutschen Bundesminister des Auswärtigen  und  Vizekanzler Guido Westerwelle (FDP) sarkastisch als den „nach Adolf Hitler (1889–1945) erfolglosesten deutschen Politiker im 20. Jahrhundert“.

## Kritik
Ferdinand Kaineder kritisierte als damaliger Sprecher der Diözese Linz die seiner Ansicht nach einseitigen Kampagnen des Online-Magazins und hält die angebliche Anonymität und die Nichtbeachtung anderer journalistischer Prinzipien für fragwürdig. Der Jesuit Eckhard Bieger wies in einem Artikel für das katholische Internetportal explizit.net kritisch auf die angeblichen methodischen Ähnlichkeiten zwischen der Zeitschrift Der Spiegel sowie kath.net und kreuz.net hin. Der ORF berichtete in seiner Sendung Report vom 24. Januar 2012 unter dem Titel Kirchenkampf im Internet kritisch über kath.net und seinen Einfluss.
Im Juni 2012 erklärte Markus Kremser, Pressesprecher des Bistums Augsburg, auf kath.net kommentierten regelmäßig „Leute, die dem rechtsradikalen Spektrum nahe stehen“. Der Linzer Kirchenhistoriker Helmut Wagner gab an, kath.net appelliere an Autoritäten und attackiere alles, was nach Demokratisierung aussehe. Margit Hauft, die ehemalige Präsidentin der Katholischen Aktion Oberösterreich, sprach von einem „menschenverachtenden Journalismus“. Dem schloss sich auch Lukas Brühwiler-Frésey, Präsident der Katholischen Volkspartei der Schweiz, an: „Stil und Inhalt der offiziellen Artikel von katholisches.info sind jenen von kath.net mindestens ebenbürtig, und das Forum enthält kaum mehr Hetze als das Forum von kath.net. Kath.net kontrolliert, im Gegensatz zu katholisches.info, die Postings nur ‚stichprobenartig‘, muss indes jeden Beitrag technisch zulassen. Das Niveau der Postings kann ihm daher nicht entgehen. Auch die Prälaten und Organisationen, welche kath.net unterstützen, können dies nicht ohne Kenntnis dieses Forums tun. Das Forum zeigt jenen, die kath.net beliefern, welche Klientel auf ihre Beiträge reagiert. Neuevangelisierung mit dieser Klientel dürfte schwierig werden.“ Die Tätigkeit von kath.net wurde bis 2013 von Philip Saß durch das deutsche Watchblog Episodenfisch beobachtet und kommentiert. Der Münchener Neutestamentler Gerd Häfner kommentiert in seinem Blog lectio brevior ebenfalls die „journalistische“ Tätigkeit sowie die Art und Weise, wie die kath.net-Redaktion durch gezieltes (Nicht-)Freischalten von Postings Informationspolitik betreibe. Lukas Brühwiler-Frésey kritisiert den Mangel an journalistischer Qualität, die gezielte Leserlenkung durch selektierende Postingfreischaltung und vor allem den menschenverachtenden Ton im Forum: „Polemik gegen Homosexuelle, Protestanten, im Bundestag vertretene Parteien, deutschsprachige Medien, katholische Theologen und Bischöfe verbreitet auch das Forum auf kath.net – freilich weniger scharf als kreuz.net.“
Der kath.de-Herausgeber Theo Hipp vergleicht das Wirken und die journalistische Tätigkeit von kreuz.net und kath.net und kommt (für kath.net) zum Schluss: „In stereotyp-ritueller Abfolge werden die ‚Sündenböcke‘ vorgeführt. Dafür scheint es bereits einen – sei es geplant oder durch Übung – feststehenden Ablauf zu geben. Dies soll an einem konkreten Fall aufgezeigt werden. Die Redaktion schreibt einen kritischen Artikel, der mit suggestiven Bemerkungen garniert ist. Man nehme z. B. das Wort ‚Jesuitenpater‘ und gebe es in die Suchmaschine ein. Darauf erscheinen zehn Artikel. Davon sind neun (!) jesuitenkritisch. Man kann also fast davon ausgehen, dass die Nennung ‚Jesuitenpater‘ das ‚Halali‘ der Treibjagd bedeutet. Dann treten in geradezu erstaunlicher Regelmäßigkeit folgende Foristen auf, die sich die Jesuiten ‚vorknöpfen‘, ihre Nicht-Katholizität feststellen und irgendwann fordern, der Papst möge doch den Orden visitieren oder auflösen: Dismas, Mysterium ineffabile, Kathole und Thadeusz. Ähnliche Muster des Zusammenspiels zwischen Redaktion und den genannten Foristen lassen sich auch an anderen Fällen beobachten. Weil die Redaktion stark manipulierend und steuernd beim Forum eingreift, ist das Forum bei der Bewertung des Portals weitgehend mit zu berücksichtigen.“
In der Kritik steht insbesondere die Praxis Roland Noés, unter seinem Pseudonym Gandalf selbst Leserbeiträge zu verfassen und so die Beiträge seiner eigenen Redaktion zu kommentieren, oft in derber Sprache. Leserbeiträge, die sich kritisch zur Redaktion oder ihrer Meinung äußerten, würden hingegen nicht freigeschaltet, was der Website Vorwürfe einer Pressezensur einbrachte. Nach wenigen kritischen Beiträgen haben Diskutanten ohne jede Benachrichtigung oder Diskussion gar keinen Zugang zur Rubrik „Lesermeinungen“ mehr. Der Jesuit Eckhard Bieger kritisiert, dass kath.net wie kreuz.net Vorgänge personalisiere und Personen „abschießen“ wolle: „Man forderte den Kopf des Sekretärs der Bischofskonferenz. Das ist offensichtlich für ein derartiges Medium ein ausreichendes Ziel. Wenn die Treibjagd auf die ausgewählte Person zum Erfolg führt, verschafft man sich Respekt.“
Der Passauer Bischof Stefan Oster distanzierte sich am 28. Februar 2015 auf Facebook ausdrücklich von der „tendenziösen Berichterstattung“ von kath.net sowie von der nach ihm von der kath.net-Redaktion vorangetriebenen „Polarisierung von Bischöfen, Priestern, Theologinnen und Theologen in klar identifizierbare Lager“ und der „Diffamierung Anderer“ im kath.net-Forum.
Im Februar 2015 wies Peter Wensierski im Spiegel darauf hin, dass kath.net „immer wieder positiv auf Artikel der Jungen Freiheit“ verweise, und warf ihm vor, täglich den „rechten Rand der Kirche“ zu munitionieren.
Die konservative Journalistin Liane Bednarz vermutete im Januar 2016 in einem Artikel der Frankfurter Allgemeinen Zeitung eine Querverbindung von einigen kath.net-Autoren wie dem Theologen Hubert Windisch sowie den Journalisten Peter Winnemöller und Alexander Kissler zum rechtspopulistischen bzw. rechtsextremen Gedankengut von Pegida und Alternative für Deutschland.
Nach Einschätzung von Angelika Strube verhilft kath.net, indem es sich „positiv auf neurechte und rechtspopulistische Scharnierorgane“ beziehe – Strube nennt insbesondere die Junge Freiheit und Politically Incorrect –, „neurechtem Gedankengut und neurechten Medien zu Leserinnen und Lesern in der ‚Mitte der Kirche‘“. Gleichzeitig erteile kath.net dadurch „neurechten Medien und Ideologien gewissermaßen einen ‚kirchlichen Segen‘“ und lasse sie dadurch „gesellschaftlich salonfähig erscheinen.“ Gleichzeitig habe kath.net seit Mai 2013 „zunächst kampagnenartig, etwa vor Wahlen, inzwischen mit Regelmäßigkeit“ mit „zumeist explizit positiv-sympathisierendem Unterton“ über die AfD berichtet. Es fungiere als „Werbetrommel für die AfD“.
Der Präsident des Zentralkomitees der deutschen Katholiken, Thomas Sternberg, warnte im Dezember 2019 vor rechtsnationalen Einflüssen auf Gemeinden und Kirchenvorstände und kritisierte in dem Zusammenhang neben der Zeitung Die Tagespost auch kath.net als in dieser Hinsicht „scharf agierende kirchliche Medien“.
Nachdem Roland Noé im September 2022 in einer „Glosse“ in kath.net die Dogmatikerin Julia Knop, die an der Universität Erfurt eine ordentliche Professur innehat, als „No-Name-Dogmatikerin“ bezeichnete, ihr „peinliches Gender-Geplappere“ unterstellte („Gehts noch wirrer, Frau Knop?“) und sie aufforderte, eine „Synodale Sekte“ zu gründen, nahm der Dekan der Katholisch-Theologischen Fakultät Erfurt, Jörg Seiler, Julia Knop in Schutz und wies die Beschimpfungen  als „vollständig unjesuanisch und auch ganz und gar unchristlich“ zurück. Angriffe auf Persönlichkeit, Persönlichkeitsrechte und Personen, wie Noé sie in seiner Polemik getätigt hätten, offenbarten „sittliche und geistliche Rohheit“.